# Prime Mover
Prime Mover är en låt av Rush. Den släpptes som singel och återfinns på albumet Hold Your Fire, utgivet 1987.
"Prime Mover" spelades 80 gånger live.